# Co mogę dać
Co mogę dać – debiutancki album studyjny polskiego wokalisty Roberta Janowskiego, wydany pod koniec 1994 roku nakładem wydawnictwa muzycznego Pomaton EMI. Album zawiera 16 utworów wokalisty, śpiewanych w języku polskim oraz angielskim.
Podczas nagrania albumu piosenkarz współpracował m.in. z Michałem Dąbrówką, Katarzyną Groniec, czy Piotrem Hajdukiem. Z piosenką „Mury Jerycha” przez osiem miesięcy utrzymywał się na pierwszym miejscu plebiscytu Muzyczna Jedynka. 

## Lista utworów
Opracowano na podstawie materiału źródłowego.
1. „Driftaway” – 4:50
2. „Okno” – 2:20
3. „Co mogę dać” – 4:18
4. „Okno 2” – 4:36
5. „Zaproszenie” – 4:10
6. „Jestem dom” – 3:06
7. „Nadejdą sny” – 4:30
8. „Faceci” – 2:25
9. „Miłość” – 3:38
10. „Mury Jerycha” – 5:08
11. „Nicość” – 3:21
12. „Gdy muszę odejść” – 2:20
13. „Metro” – 4:26
14. „A ja nie” – 6:46
15. „In God We Trust” – 3:08
16. „Na strunach szyn” – 5:23